# 병영초등학교 (울산)
병영초등학교는 대한민국 울산광역시 중구 서동에 있는 공립초등학교이다.

## 학교 연혁
- 1906년 8월 20일 사립 일신학교로 설립
- 1919년 5월 20일 학성공립보통학교(4년제) 개교(설립인가 3월 21일)
- 1923년 4월 1일 6년제 개편
- 1938년 4월 1일 학성공립심상소학교로 개칭[1]
- 1941년 4월 1일 학성공립국민학교로 개칭[2]
- 1947년 9월 1일 병영국민학교로 개칭
- 1986년 12월 1일 평산국민학교(14학급) 분리
- 1994년 4월 1일 삼일국민학교(27학급) 분리
- 1996년 3월 1일 병영초등학교로 개칭[3]
- 1996년 8월 4일 외솔 최현배 얼굴상 제막식[4][5]
- 1997년 8월 3일 삼일탑 조형물 제막식
- 2005년 8월 30일 본관건물 리모델링
- 2006년 8월 20일 개교 100주년 기념식 거행[6] 및 기념비 제막
- 2007년 3월 1일 남외초등학교(2학급) 분리
- 2007년 4월 23일 외솔도서관 개관
- 2009년 5월 9일 병영초등학교 일백년사 발간
- 2010년 6월 19일 외솔관(다목적강당) 준공
- 2010년 11월 10일  운동장 인조잔디구장 조성
- 2011년 3월 1일 유치원 개원(1학급)
- 2015년 3월 1일 돌봄교실 설치(3실)
- 2019년 9월 1일 제 25대 전인식 교장 부임
- 2021년 4월 12일 울산광역시교육청 지정 그린스마트 미래학교 선정
- 2022년 9월 1일 제 26대 허선옥 교장 부임
- 2022년 12월 30일 제 104회 졸업(졸업생 57명, 누계 19,724명)
- 2023년 3월 1일 20학급 편성(특수학급 3학급 포함)
- 2023년 3월 1일 울산형 혁신학교 '서로나눔미래학교' 운영(1/4)
- 2023년 9월 1일 제 27대 송명숙 교장 부임

## 학교 상징
- 교화 - 목련 : 목련꽃은 희망과 밝은 마음을 나타내며 세상에 가치 있는 사람으로 자라라는 의미(희망, 꿈, 우아, 청결, 순결)
- 교목 - 느티나무 : 줄기처럼 강인한 의지를 가지고 가지와 잎처럼 사회에 조화롭게 어울리고 예의바르게 자라라는 의미(행복, 화합, 평화, 번영, 상징)
- 캐릭터 - 누리, 느티
  - 느티 : 느티나무처럼 바르고 곧게 성장하여 배려하는 병영어린이
  - 누리 : 느티나무 아래서 꿈을 키워 학교, 마을, 온 세상에 꿈과 끼를 펼치는 병영어린이

## 참고 자료
- 병영초등학교 - 한국교육학술정보원 학교알리미